# Яскари, Тауно
Тауно Антеро Яскари (фин. Tauno Antero Jaskari; 1 июня 1934 года; Нурмо, Сейняйоки, Южная Остроботния, Финляндия) — финский борец вольного и греко-римского стилей. По вольной борьбе: неоднократный призёр чемпионатов мира, участник четырёх Олимпиад. По греко-римской борьбе — многократный чемпион Финляндии.

Сын Аатоса Яскари, бронзового призёра Олимпийских игр (1932) по вольной борьбе.

## Спортивная карьера

### Вольная борьба
- Серебряный призёр чемпионатов мира (1957, 1959), бронзовый призёр чемпионата мира (1954).
- Выступал на Олимпийских играх 1952 года в Хельсинки (б/м), Олимпийских играх 1956 года в Мельбурне (б/м), Олимпийских играх 1960 года в Риме (5 место) и Олимпийских играх 1964 года в Токио (б/м).
 На Играх в Риме в предварительной схватке победил будущего чемпиона — американца Терри Маккэнна.
- Чемпион Финляндии (1953-1967).

### Греко-римская борьба
Чемпион Финляндии (1957, 1958, 1961, 1964, 1965).